# 佃站
佃站（日语：／ Tsukuda eki */?）是一位於日本德島縣三好市井川町西井川、隸屬於四國旅客鐵道（JR四國）的鐵路車站。車站編號為D21/B24。本站是土讚線與德島線的分歧點，列車往東行將轉入德島線；而直行則繼續維持在土讚線。雖然所有德島線的列車均由阿波池田站發車，但路線的起程計算卻由本站開始。另外，由於本站不靠近任何特急列車，因此由上行開出的列車，如需轉搭另一線的列車，均必須在阿波池田站轉車。

## 車站結構
本站設有島式月台1個，能提供1面2線的月台可供上落，雖然外貌上像是雙軌路段，但1號月台只提供土讚線列車使用，為側式避車線；2號月台側為主線道，供德島線及土讚線共同使用，因此軌道設計上其實只屬於兩線單軌雙程運作。
月台和站舍有跨式人行天橋連接。現時為無人簡易委託站，曾經由站前附近的商店發售車票，但現時已中止。

### 月台配置
| 月台 | 路線                    | 方向 | 目的地                     |
| ---- | ----------------------- | ---- | -------------------------- |
| 1、2 | ■土讚線 （包括■德島線） | 下行 | 阿波池田、大步危、高知方向 |
| 1、2 | ■土讚線                 | 上行 | 琴平、多度津方向           |
| 1、2 | ■德島線                 | 上行 | 德島方向                   |

## 歷史
- 1929年4月18日：作為讚予線（即現時的土讚線）及德島本線（即現時的德島線）的分岔點，開設「佃信號場」。
- 1950年1月10日：由信號場昇格為車站，土讚線列車開始停靠。
- 1962年7月18日：加設新月台，德島本線列車亦開始停靠。
- 1983年4月1日：無人化，簡易委託化。
- 1987年4月1日：國鐵分割民營化，由四國旅客鐵繼承。

## 相鄰車站
四國旅客鐵道（JR四國）
■土讚線
箸藏（D20）－佃（D21）－阿波池田（D22）
■德島線（此站－阿波池田站之間為土讚線） 
辻（B23）－佃（B24）－阿波池田（B25）

## 特例豁免事項
由於佃站是特急列車通過站，根據 JR 「分歧站通過特例」，由土讚線的琴平站來往至德島線的德島站，車費計算將會免除佃站至阿波池田站的距離。

## 外部連結
- JR四國佃站官方發車時間表。（页面存档备份，存于）